# Andreas Ådahl
Andreas Ådahl, född 29 september 1938, död 10 oktober 2009, var en svensk språkforskare, jurist och diplomat. Han var far till politikern Martin Ådahl.

## Biografi
Ådahl tog studentexamen vid Norra Latin i Stockholm 1957 och studerade sedan ryska på tolkskolan under sin militärtjänst. Han blev 1966 fil. dr vid Uppsala universitet på avhandlingen Rysk civilrättsterminologi i Sovjetuninonen. Följande år blev han jur. kand. vid Stockholms universitet.
Ådahl var biträdande professor vid Uppsala universitet 1970–1981. Han var under den perioden också vice VD i Svenska Finans AB 1970–1976 och sakkunnig i statsrådsberedningen och rådgivare till statsminister Thorbjörn Fälldin 1976–1978.
År 1981 flyttade han till Utrikesförvaltningen och blev minister vid OECD-delegationen och fortsatte sedan vid Unesco-delegationen i Paris. Efter att 1989–1992 haft uppdrag som ambassadör i Libyen var han 1992–1997 ambassadör i Lettland och var från 1998 medlem i Lettlands vetenskapsakademi. Han sista uppdrag i Utrikesförvaltningen var som ambassadör i Algeriet år 2000–2003.
Ådahl hade vid sidan av sin ämbetsmannakarriär ett flertal officiella uppdrag som för FN i Iran och för Economic Commission for Europe i Genève åren 1971–1976. Han var också styrelseledamot i Utrikespolitiska institutet och ordförande i stiftelsen Kulturarv utan gränser.